# 豪華汽車
豪華汽車（又稱奢華汽車、高端汽車），簡稱豪車（英語：Luxury Car），指的是裝備先進豪華、名貴及價格高昂的汽車，是經濟型車的相對。豪華汽車是一個市場化用語，汽車製造商會依據社會不同階層的購買力來製作不同水準的汽車，衆多廠商之間對怎樣才算豪華或高價實際並無一定的標準。全尺寸轎車、行政車、加長型禮車、豪華旅行車或超級跑車等各種汽車也可算是豪華車的類別。此外，某些汽車型號如休旅車及多功能休旅車也會推出豪華特別版。

## 歷史

### 歐洲
在第二次世界大戰之前，許多歐洲生產商已開始生產豪華汽車，包括勞斯萊斯、布加迪、德拉吉、德拉哈耶、塔爾博特-拉戈、賓利、阿爾維斯、伊索塔弗拉斯基尼、霍希、辛森、斯托爾、邁巴赫、梅賽德斯-奔馳、戴姆勒公司和世爵。

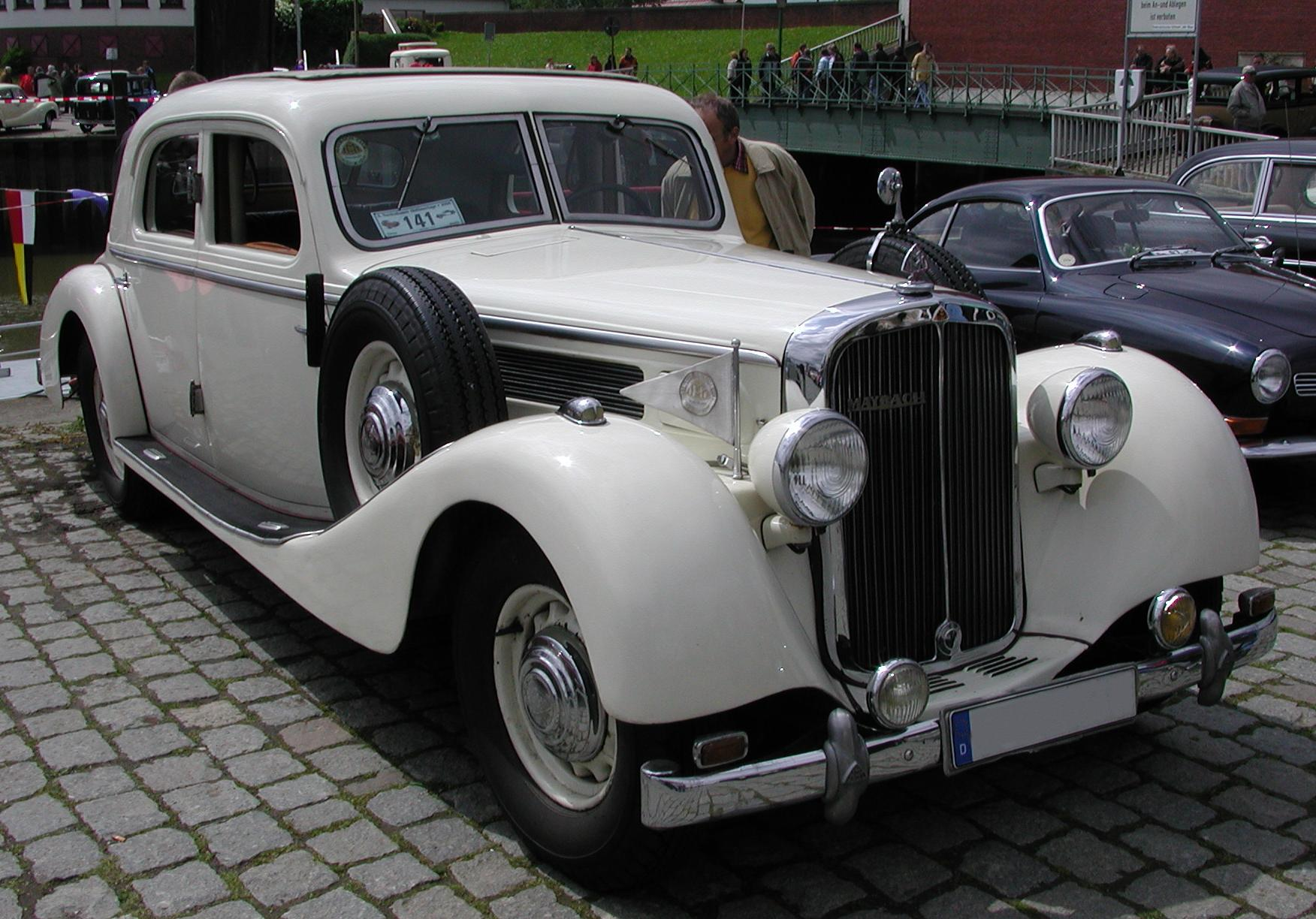
1939年製的邁巴赫SW42
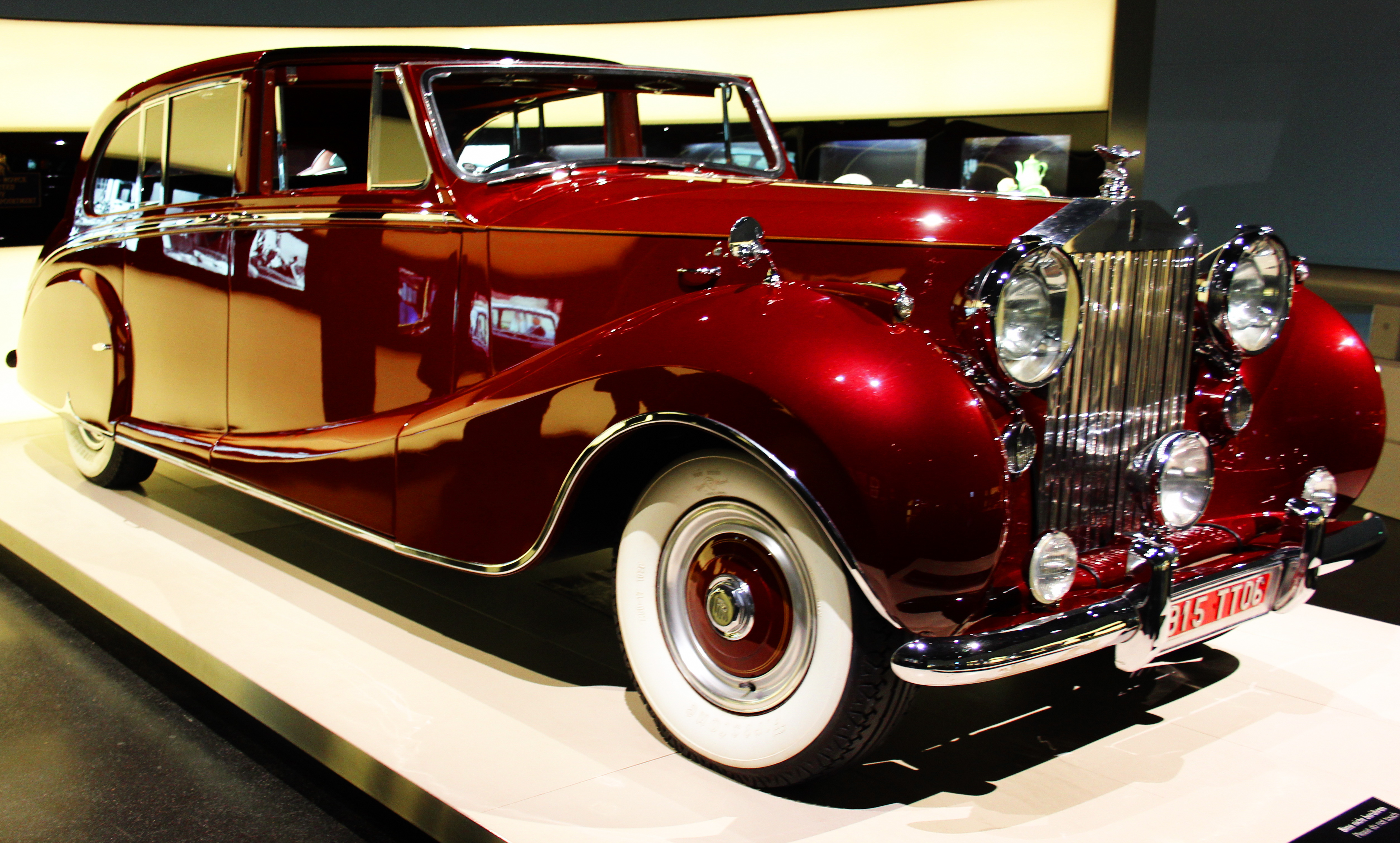
1959年出產的勞斯萊斯幻影V
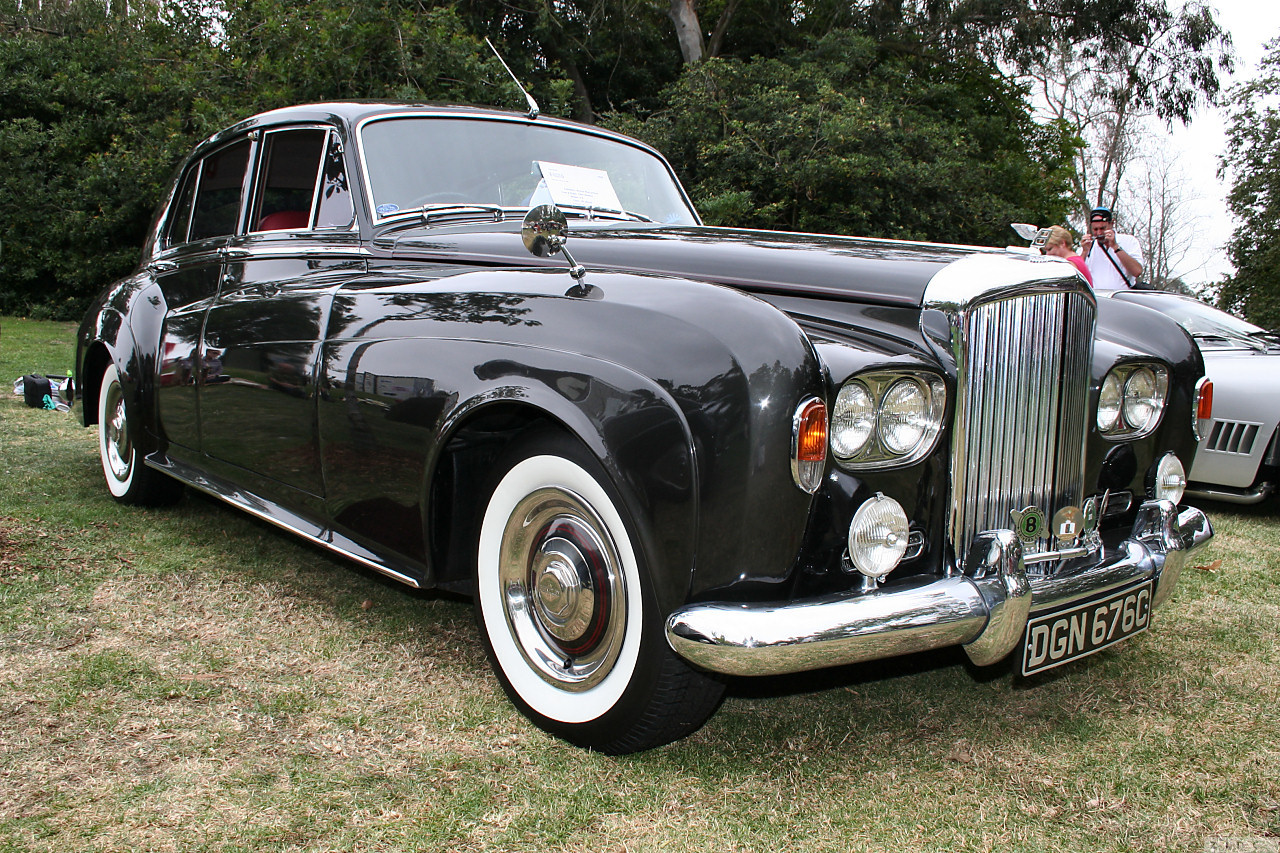
1964年製的賓利S3

### 美國
從 1946 年到 1990 年代末，凱迪拉克是美國最暢銷的豪華汽車品牌，而林肯則位居第二。這段時期最成功、歷史最悠久的車款是凱迪拉克DeVille、林肯大陸和克萊斯勒Imperial。它們之間的競爭一直持續到1990 年代。之後逐漸被來自德國日本的競爭者擊敗。

### 東亞
日本製造商自1950 年代以來一直生產豪華汽車，包括豐田皇冠（1955 年至今）、Prince/日產Gloria（1959-2004）、日產Cedric（1960-2015）、三菱Debonair（1964-2015)、日產President （1965-2010年）、豐田Century（1967年至今）、馬自達Luce/929（1969年-1991年）和本田Legend （1985年至今）。
其後，一些日韓車廠皆創建子品牌來行銷豪華汽車。其中第一個是1986年推出 Acura（本田）、1989年Lexus（豐田）、1989年Infiniti（日產）和2015年推出的Genesis（現代）。
中國製造商紅旗成立於1958年，是中國歷史最悠久的豪華汽車品牌。後來的新進業者利用電動動力總成的興起加入進來，新能源汽車品牌如2014年的蔚來汽車、2016年的領克、2019年的高合汽車、2021年的極氪、2023年的仰望汽車以及2025年的尊界都生產豪華電動和混合動力汽車。

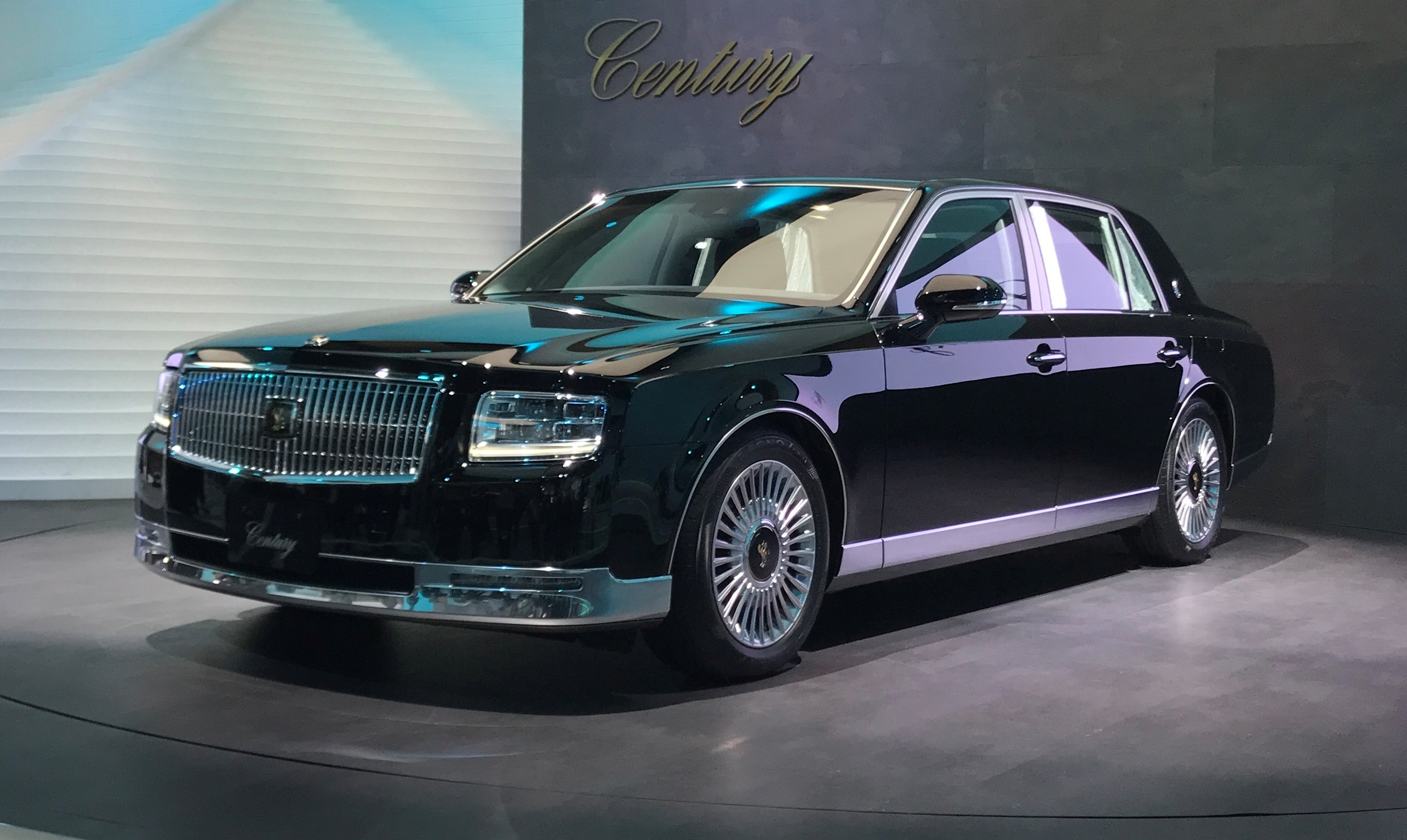
Toyota Century
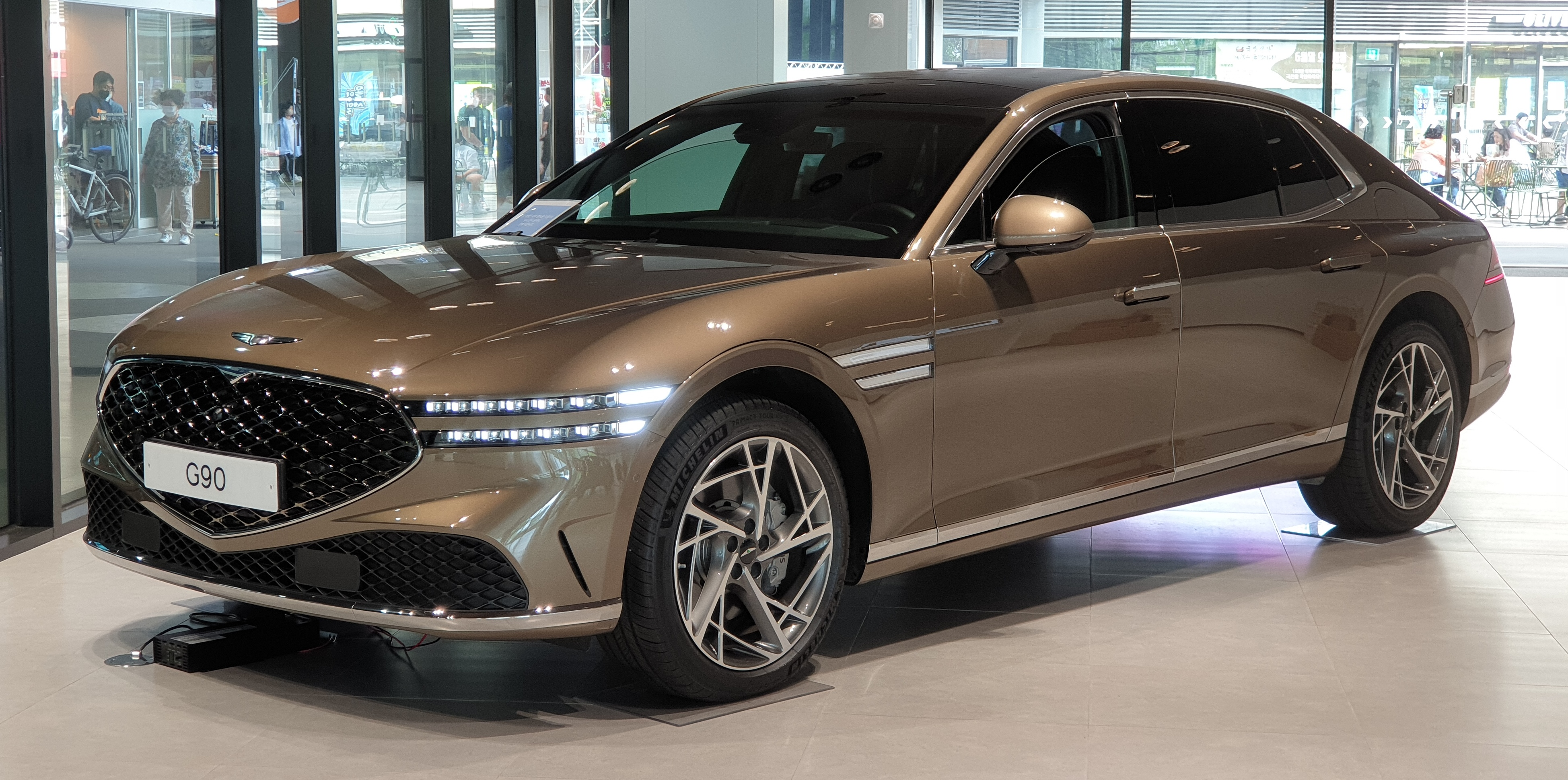
Genesis G90
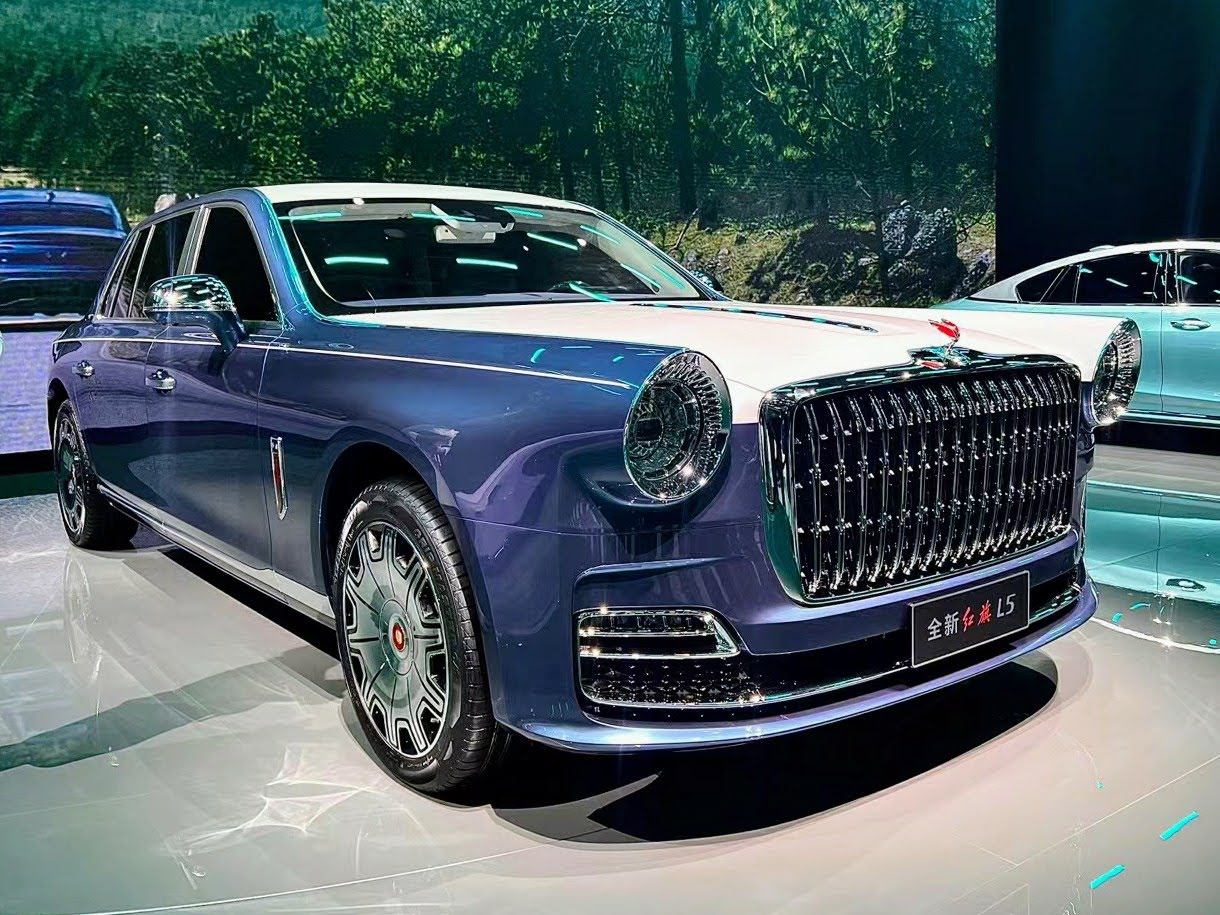
Hongqi L5

## 各國法規
- 台灣：座位在九座以下之載人汽車且每輛銷售價格或完稅價格達新台幣300萬元者，須加徵10%奢侈稅。
- 澳洲：自 2000 年起，聯邦政府的豪華車稅適用於超過一定購買價格的新車，而對於被認為具有燃油效率的汽車則適用更高的門檻。截至 2019 年，普通汽車的門檻約為 66,000 澳元，節能汽車的門檻約為 76,000 澳元。[10]
- 歐洲：豪華車被歸類為F級車輛。[11]

### 豪華運動休旅車（Luxury SUV）
Luxury SUV是大量運用豪華設計及設備的運動型多用途車。LSUV擁有高價位、高性能、高安全性、高舒適性、高等級的豪華配備和室內空間大的特性，大多的LSUV為了擁有龐大的馬力和扭力，採用高排氣量的引擎，所以有高油耗和高稅金的缺陷。由於LSUV鎖定於高收入的客戶，縱使生產成本高，售價昂貴，仍有一定的市場，對車廠的利潤高。近年、各大車廠也生產LSUV的車款，具代表性的車款有：路虎揽胜、勞斯萊斯·庫里南、賓利添越、瑪莎拉蒂萊凡特、藍寶堅尼Urus等。

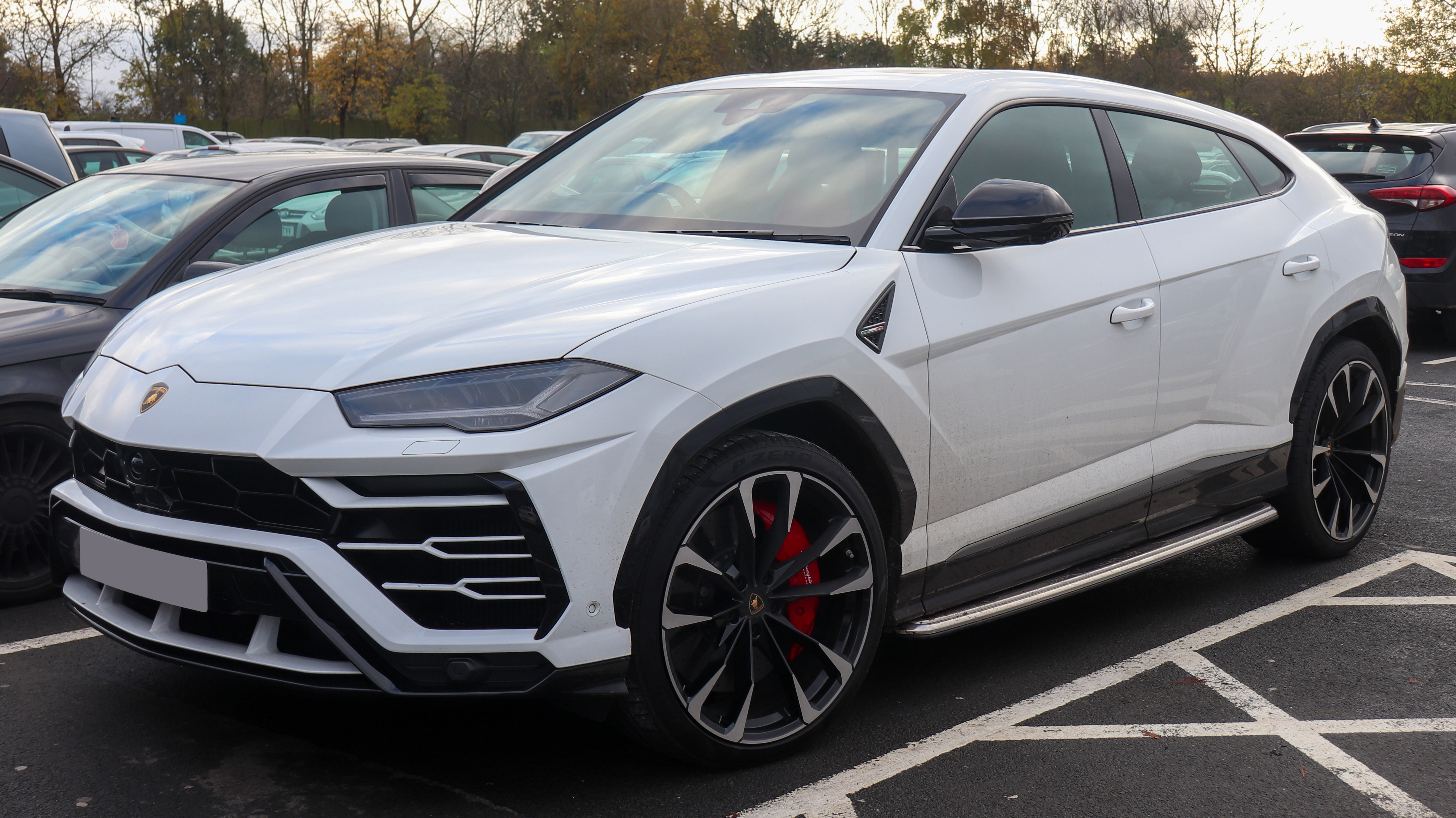
Lamborghini Urus
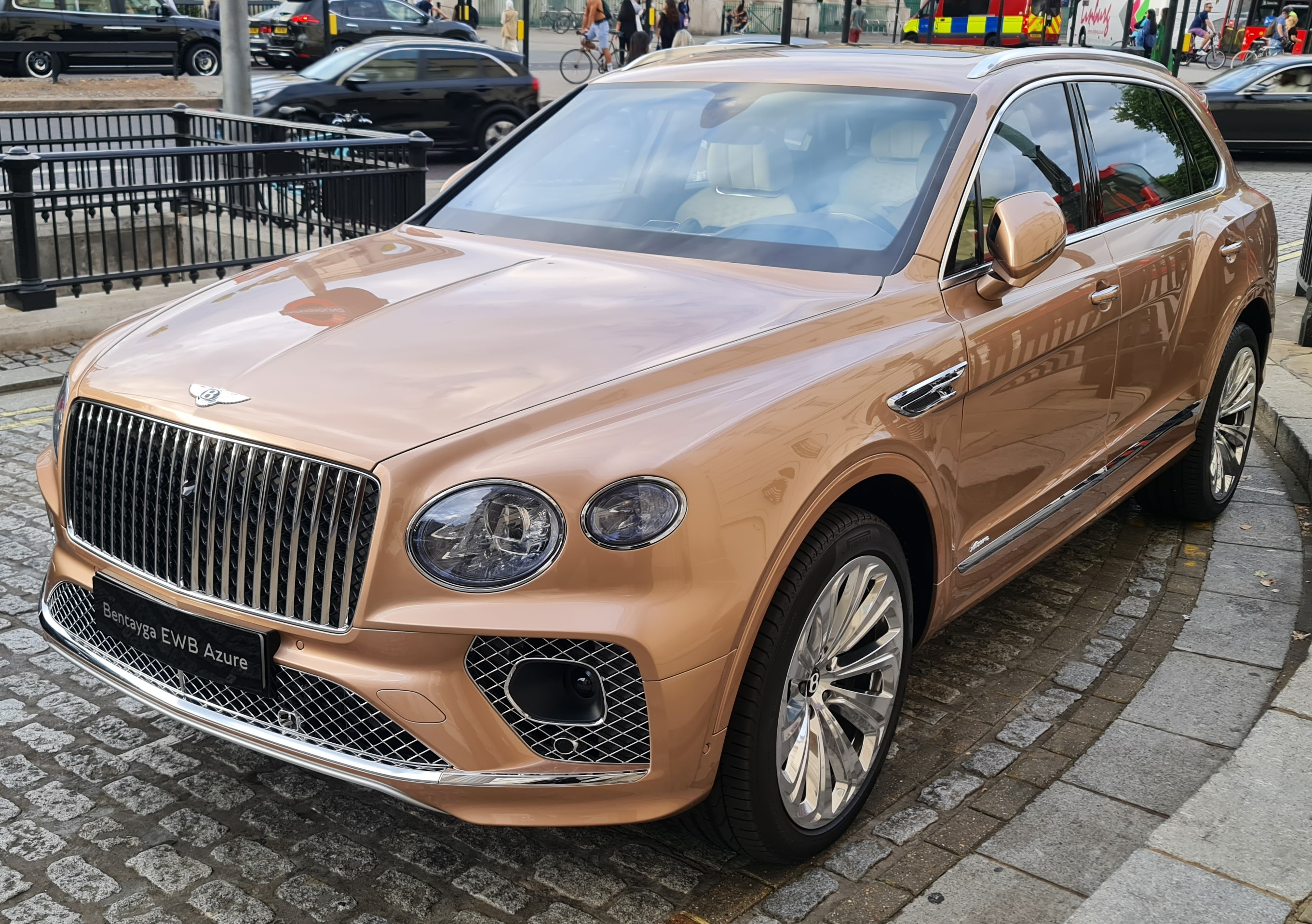
Bentley Bentayga
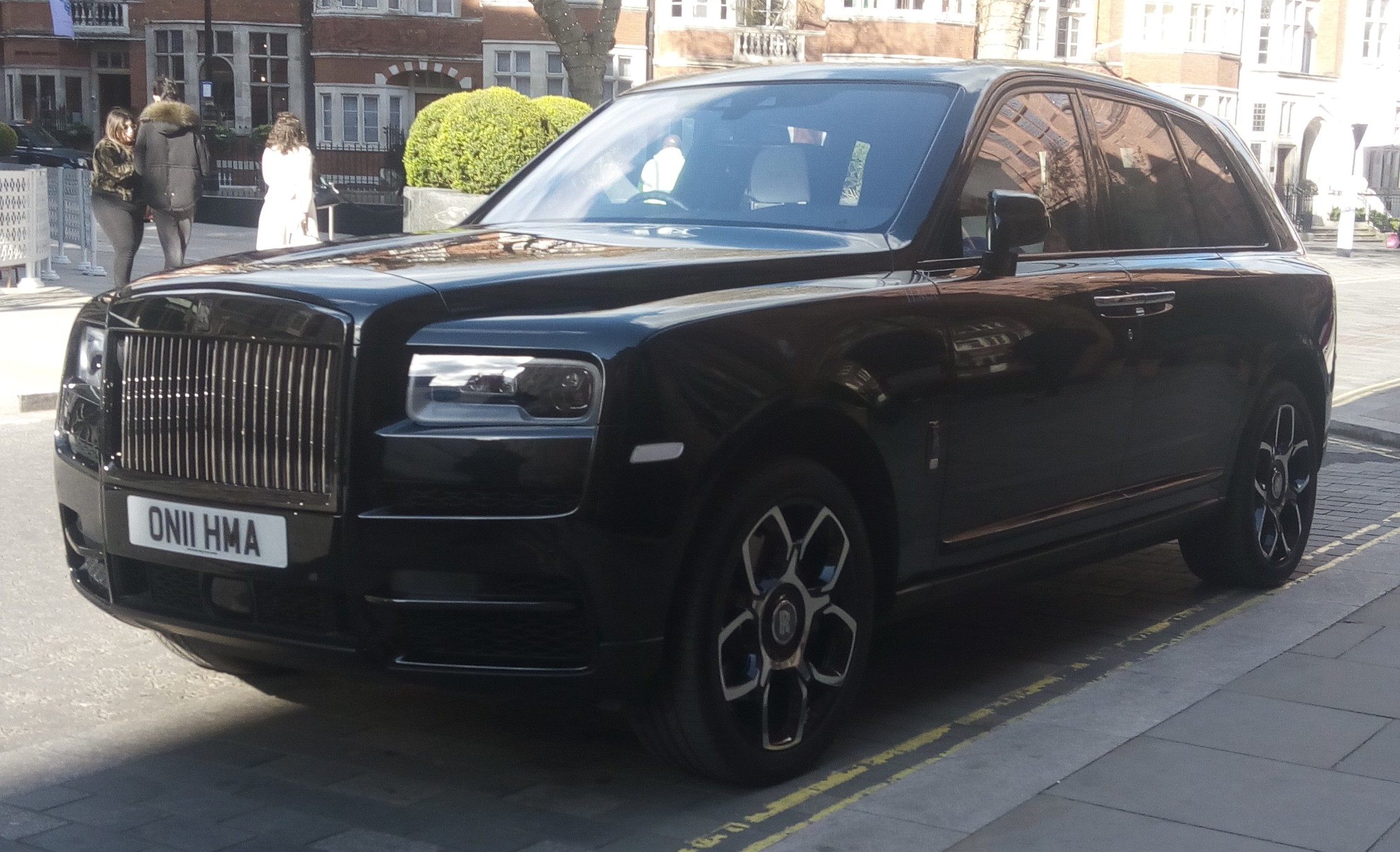
Rolls-Royce Cullinan

### 豪華多功能休旅車（Luxury MPV）
Luxury MPV是主要針對富裕家庭及商業用戶的豪華多功能休旅車型。LMPV的空間要比同排量的轎車相對大些，也存在着尺寸規格之分，多與功能性有關，由於空間相對大，搭乘人數可多達七人。
近年，有些車廠利用大型MPV車內的空間，配置高級設備作為豪華MPV出售，有些大型豪華MPV更減少中排的座椅來提升車內的空間，並加設豪華配置，採2-0-2的四人豪華座位形式。

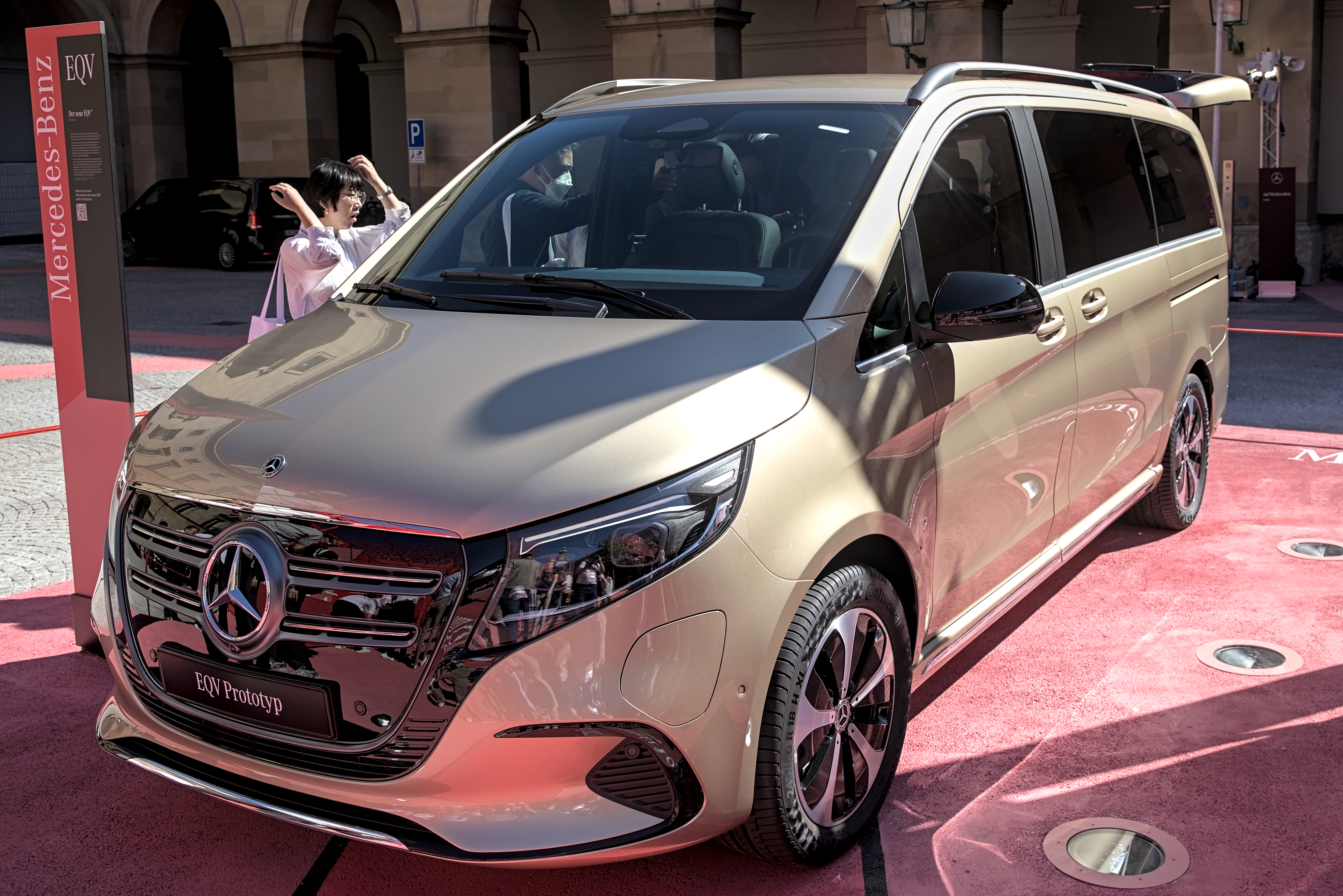
Mercedes-Benz EQV
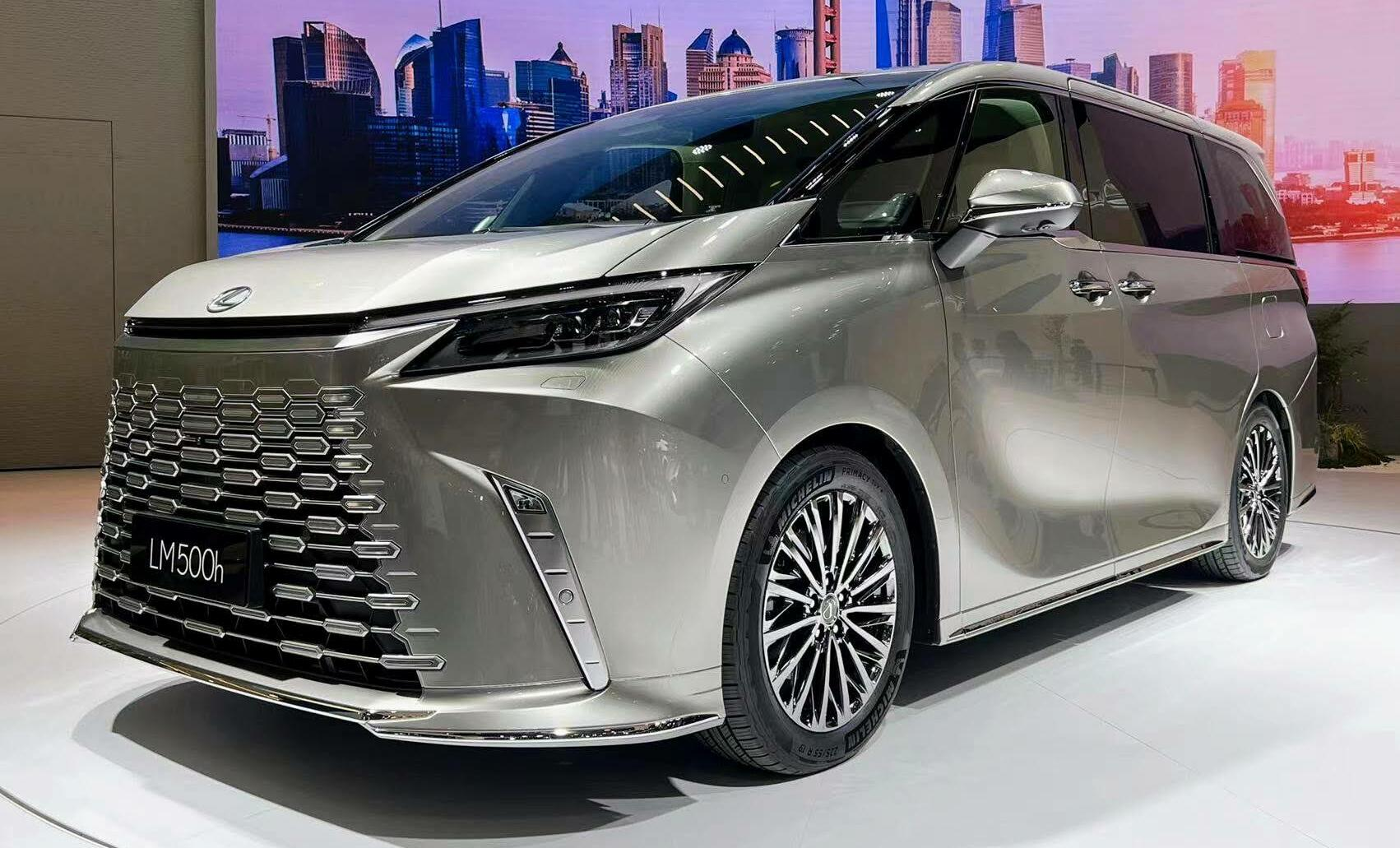
Lexus LM
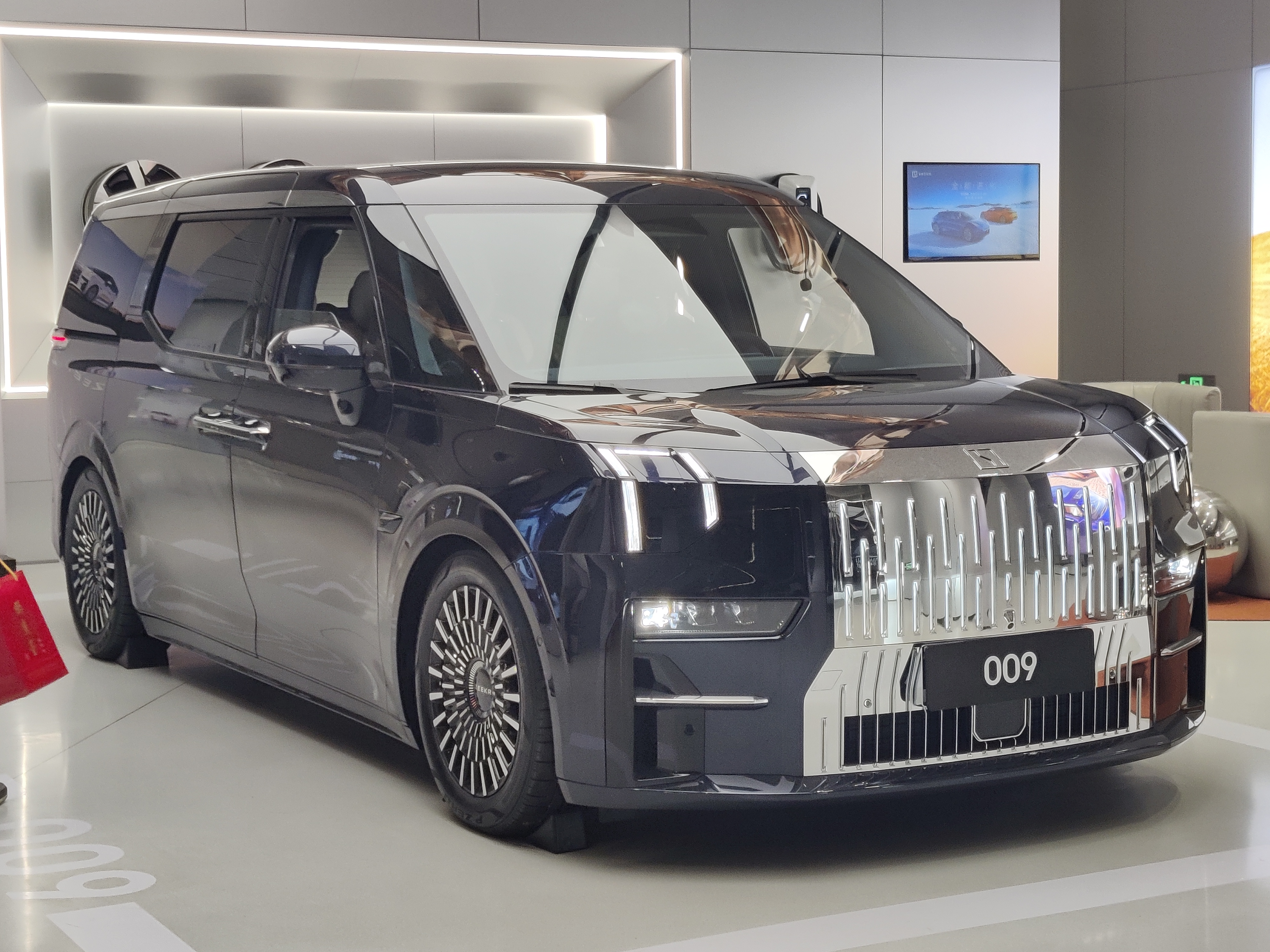
Zeekr 009

## 名牌汽車廠商
| - 英国 - 勞斯萊斯 - 賓利 - 奧斯頓·馬丁 - 麥拉倫 - 捷豹 - 蓮花 | - 德国 - 邁巴赫 - 賓士 - 保時捷 - BMW - 奧迪 | - 義大利 - 帕加尼 - 法拉利 - 藍寶堅尼 - 瑪莎拉蒂 - 愛快·羅密歐 | - 法國 - 布加迪 - DS汽車 - 瑞典 - 富豪汽車 - 科尼賽克 - 美国 - 凱迪拉克 - 林肯 | - 中国 - 紅旗 - 蔚來 - 領克 - 高合 - 極氪 - 仰望 - 尊界 | - 日本 - 凌志 - 英菲尼迪 - 謳歌 - - 捷尼賽斯 |

## 銷量
全球各大車廠也會推出豪華汽車型號，在銷量方面，Benz、BMW和Audi在1990年代是全球出口量最多的三大品牌，後來在銷量上被凌志超越。
從前，美國是世界最大的豪車市場之一，凱迪拉克和林肯曾是美國銷量最好的品牌，但後來被日本和德國汽車品牌超越。
到2010年代，中國出現了超越美國，成爲最大豪車市場的趨勢。而隨著政府支持國產品牌的目標，部分中國官員已採用紅旗轎車作為政府專車。

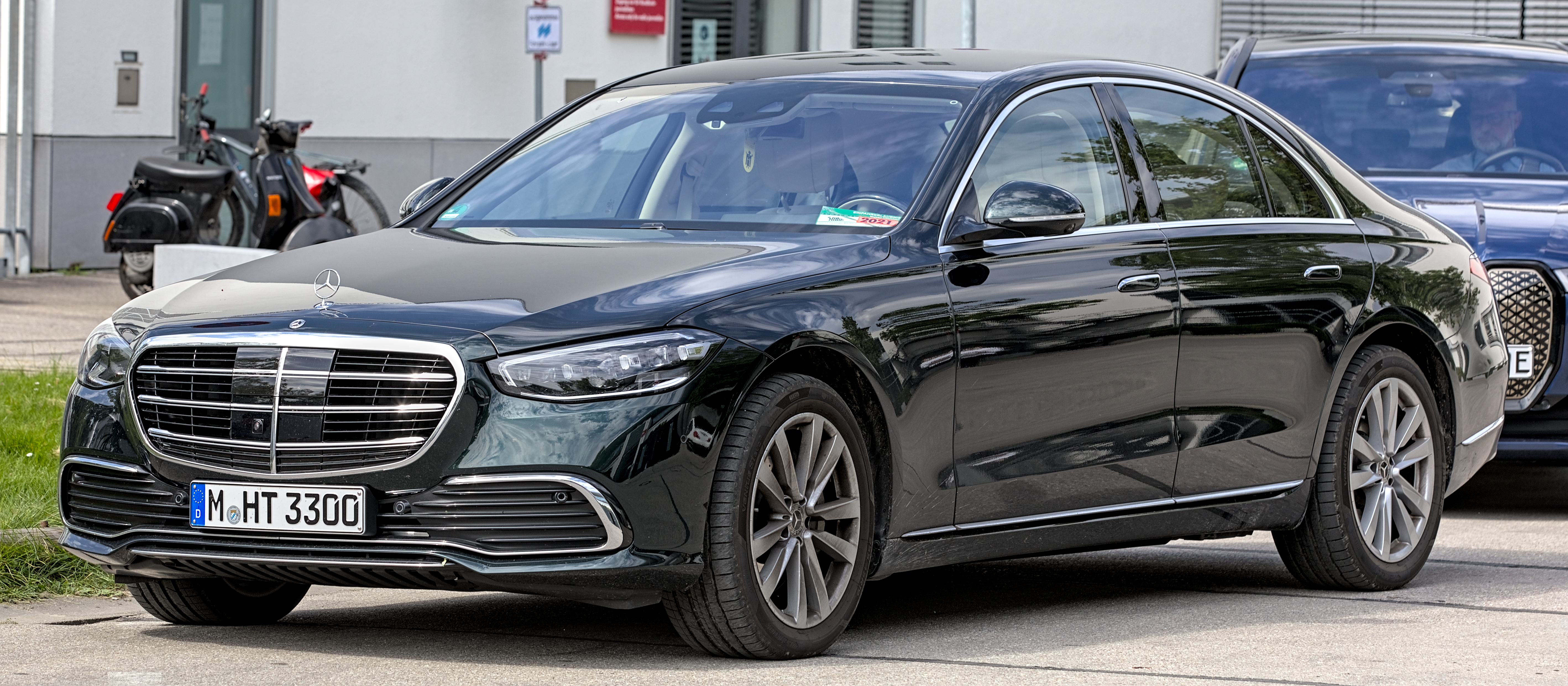
Mercedes-Benz S-Class
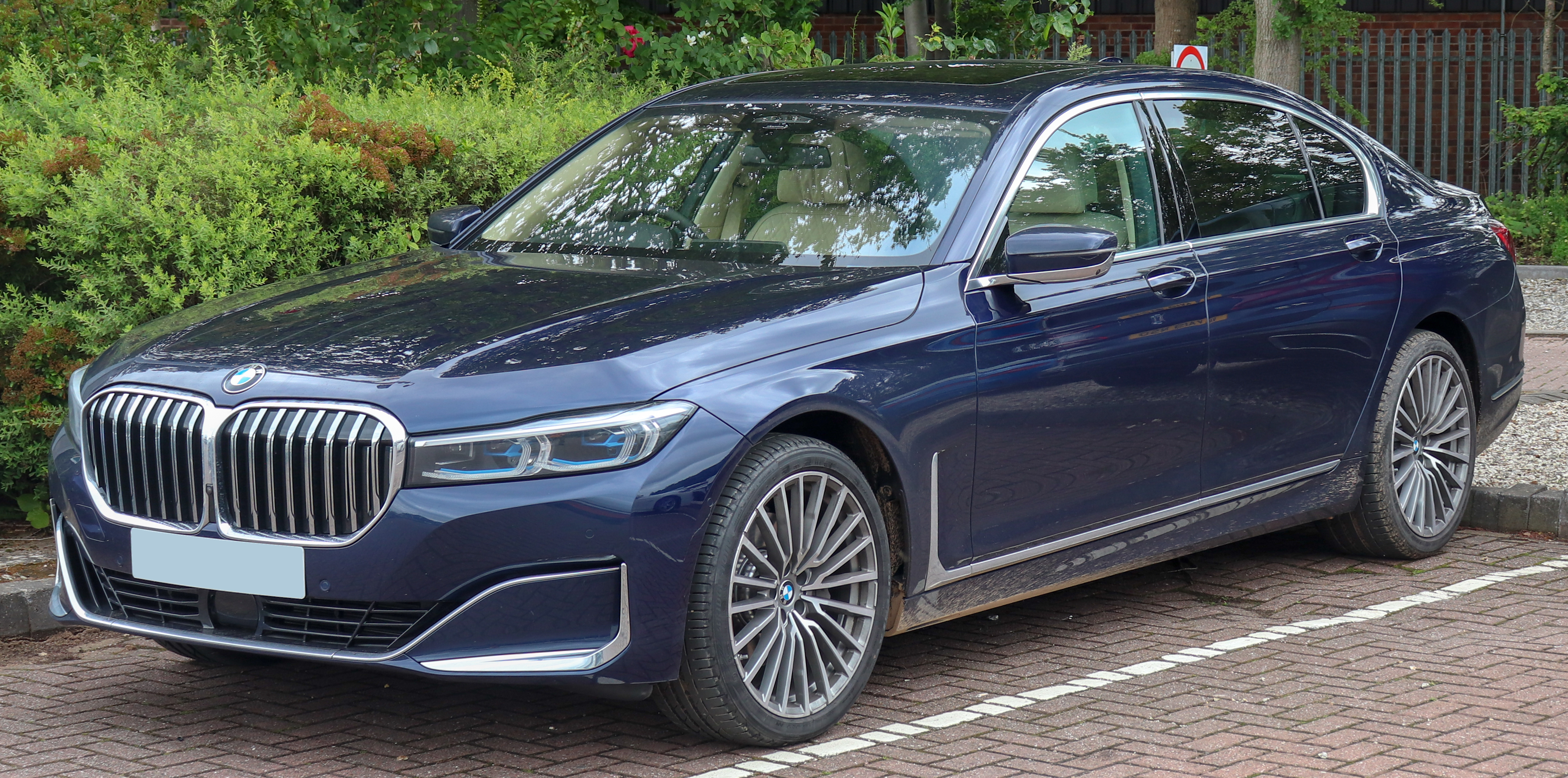
BMW 7系列
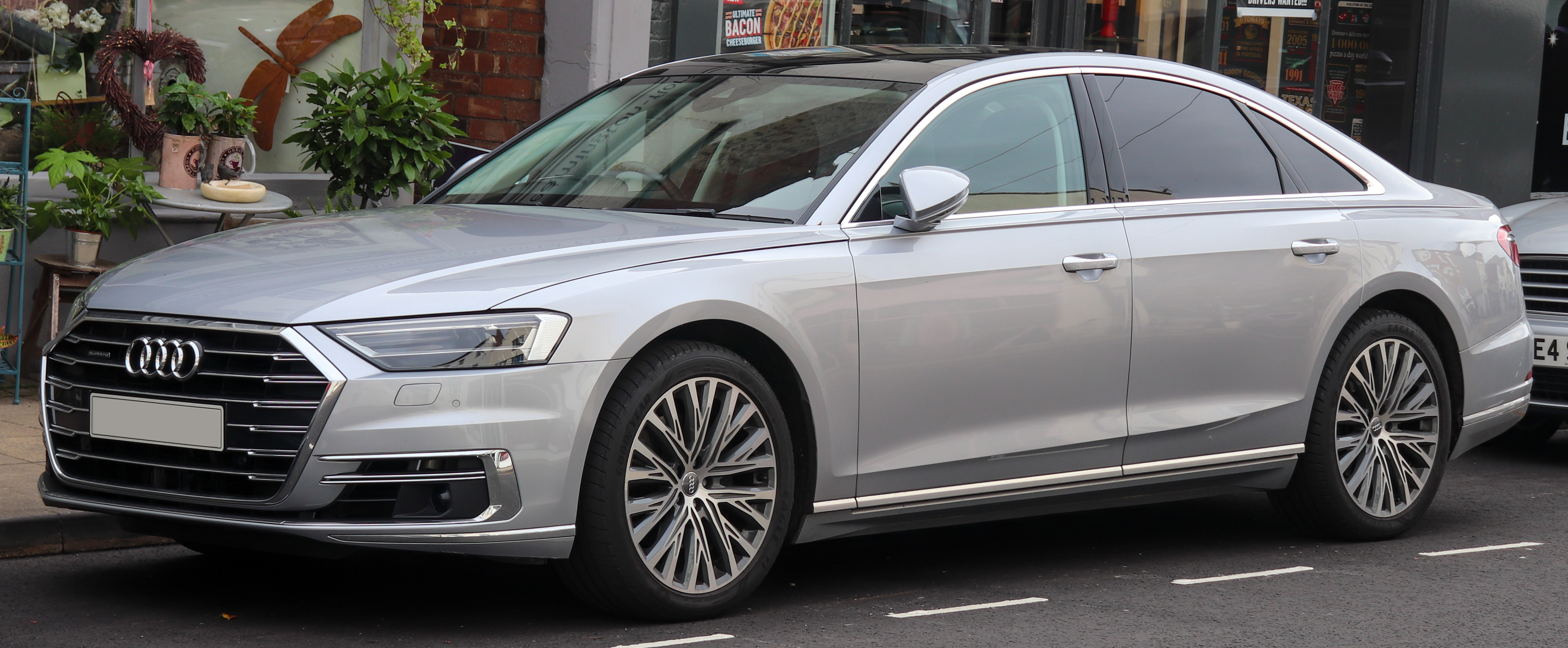
Audi A8

## 另見
- 超級跑車
- 奢侈品
- 政府專車